# Carles Cano Peiró
Carles Cano Peiró (València, 7 de març de 1957) és llicenciat en filologia Catalana i és escriptor de literatura infantil i contacontes.
Ha treballat de mestre de ball, de guionista, de locutor de ràdio i televisió, també ha elaborat llibres de text, i impartit conferències i xarrades.
A principis dels anys 80 del segle xx comença a escriure obres per al públic infantil i juvenil en català i castellà, així com a locutor i guionista en Ràdio 9 i la Cadena SER, i també a Canal 9 i TVE. Ha realitzat exposicions de poesia visual i objectual, així com Trueque, exposició d'intercanvi d'obres de poetes, il·lustradors, dermatòlegs, titellaires, pintors, escultors i professors d'anglés.
Ha fet de narrador oral al Maratón de Guadalajara, el festival internacional de los Silos (Tenerife), a Un Madrid de Cuentos, En Veu alta (Vilafranca del Penedés), als festivals de narradors en llengua Catalana de Pont de Suert o Torredembarra (Tarragona) entre d'altres, actuant també arreu de l'estat Espanyol, al Marroc, Guinea Equatorial, França i el Regne Unit.
Encara que la seua obra té graus de complexitat diversos, la seua prosa tendeix a cops a ser experimental, amb una gran presència dels jocs de paraules, en la línia d'un Miquel Obiols (encara que amb menor experimentació tipogràfica o ús de cal·ligrama); també ha creat universos de ficció plagats d'éssers estranys, nascuts de la pura possibilitat lingüística. Un dels seus projectes més ambiciosos i complets és Columbeta, l'illa llibre, un món imaginari poblat per éssers tals com els bromedraris, els peliculans o els cacadrils, que ha estat il·lustrat per Miguel Calatayud.

## Obra
En valencià, té publicada la següent obra literària:
- L'últim dels dracs (1990)
- No vull anar a l'escola (1993)
- No vull menjar (1993)
- No vull posar-me aquesta roba (1994)
- On és el nas de Pinotxo? (1995)
- No vull anar a dormir (1997)
- El vent esbojarrat (1998)
- La caputxeta de colors (2000)
- La bona sort (2004)
- Les aventures de Potaconill (2005)
- Contes rosegats (2005)
- Contes per a tot l'any (2006)
- Un drac a dieta (2006)
- La festa monstruosa (2006)
- A l'altre costat del capell (2006)
- La caputxeta negra (2007)
- 40 elefants mariners (2007)
- Contes d'ahir i de sempre (2008)
- Per un botó (2008)
- Poemes sense diminutius (2009)
- Hi havia una vegada un país... (2010)
- Els viatges de Pericot (2010)
- La història d'una recepta (2011)
- La gallina que pogué regnar (2011)
- El barret de la bruixa (2011)
- Llegendes del Sol i de la Lluna (2011)
- La màquina dels contes (2011)
- Set Blancaneus i un nan (2012)
- El nap gegant (2014)
- Poemes, broemes i altres artificis (2014)
- La princesa Totpamí (2015)
- 29 poemes per al dia dia i un per a la nit (2015)
- Abecedari il·lustrat (2016)
- La volta al món en 8 contes (2016)
- El desbaratat conte dels fesols màgics (2017)
- Poemes visionaris (2017)
- Ratolí a la selva tropical (2017)
- Rodolf el Rata (2017)
- El secret de l'avi (2017)

## Premis
- 1981 finalista al Premi Enric Valor de Narrativa juvenil per Aventures de Potaconill[1]
- 1994 Premi Lazarillo de creació literària per Te pillé Caperucita[3]
- 1996 Premi Samaruc per Per un botó[3]
- 1996 Seleccionada als premis White raven de la Biblioteca de la Joventut de Múnic per T'he enxampat Caputxeta![3]
- 1996 Seleccionada als premis White raven de la Biblioteca de la Joventut de Múnic per En què es diferencien el Blanc i el Negre.[3]
- 2007 va guanyar el premi de l'Hospital Sant Joan de Déu amb Per un botó[1]
- 2008 Premi Hospital Sant Joan de Déu per Per un botó[3]
- 2012 el premi Carmesina per Set Blancaneus i un Nan[7]
- 2016 Premi de narrativa infantil Vicent Silvestre, per El desbaratat conte dels fesols màgics[8]
- 2016 Premi Lazarillo de creació literària per El secret de l'avi[9]